# Raquel Garrido
Pour les articles homonymes, voir Garrido (homonymie).
Raquel Garrido, née le 23 avril 1974 à Valparaíso (Chili), est une avocate, chroniqueuse et femme politique chilio-française.
Porte-parole de Jean-Luc Mélenchon et de La France insoumise (LFI) pendant plus d'un an, en 2016/2017, elle en est également l'avocate. Elle est élue députée le 19 juin 2022, dans la 5e circonscription de la Seine-Saint-Denis, sous la bannière de la Nupes, en battant Jean-Christophe Lagarde, président de l'UDI. Devenue critique à l'égard de Jean-Luc Mélenchon, elle se voit refuser par LFI l'investiture pour les législatives 2024 et perd son siège au profit d'Aly Diouara.

## Famille
Chilienne de naissance, Raquel Garrido est la fille de Guillermo Garrido, ingénieur chimiste, et de María Eugenia Montecinos, assistante de direction. Elle est la sœur de l'artiste Tatiana Garrido (Mistysa).
Deux jours après le coup d'État du 11 septembre 1973 au Chili, à cause de leur appartenance à l'organisation d'extrême gauche Mouvement de la gauche révolutionnaire, ses parents sont emprisonnés ainsi que ses oncles et tantes. Ils décident de s'exiler à Toronto au Canada en mars 1975 puis en France à Marly-le-Roi (où Raquel Garrido va rester), puis au Brésil puis retournent enfin au Chili pour les projets professionnels de son père, d'après ce qu'elle décrit comme une « vie d'errance et d'exil ».
Elle est naturalisée française en 1999, à 25 ans.
Depuis juillet 2000, elle est mariée avec Alexis Corbière. Ils ont trois filles,.

## Parcours associatif et politique

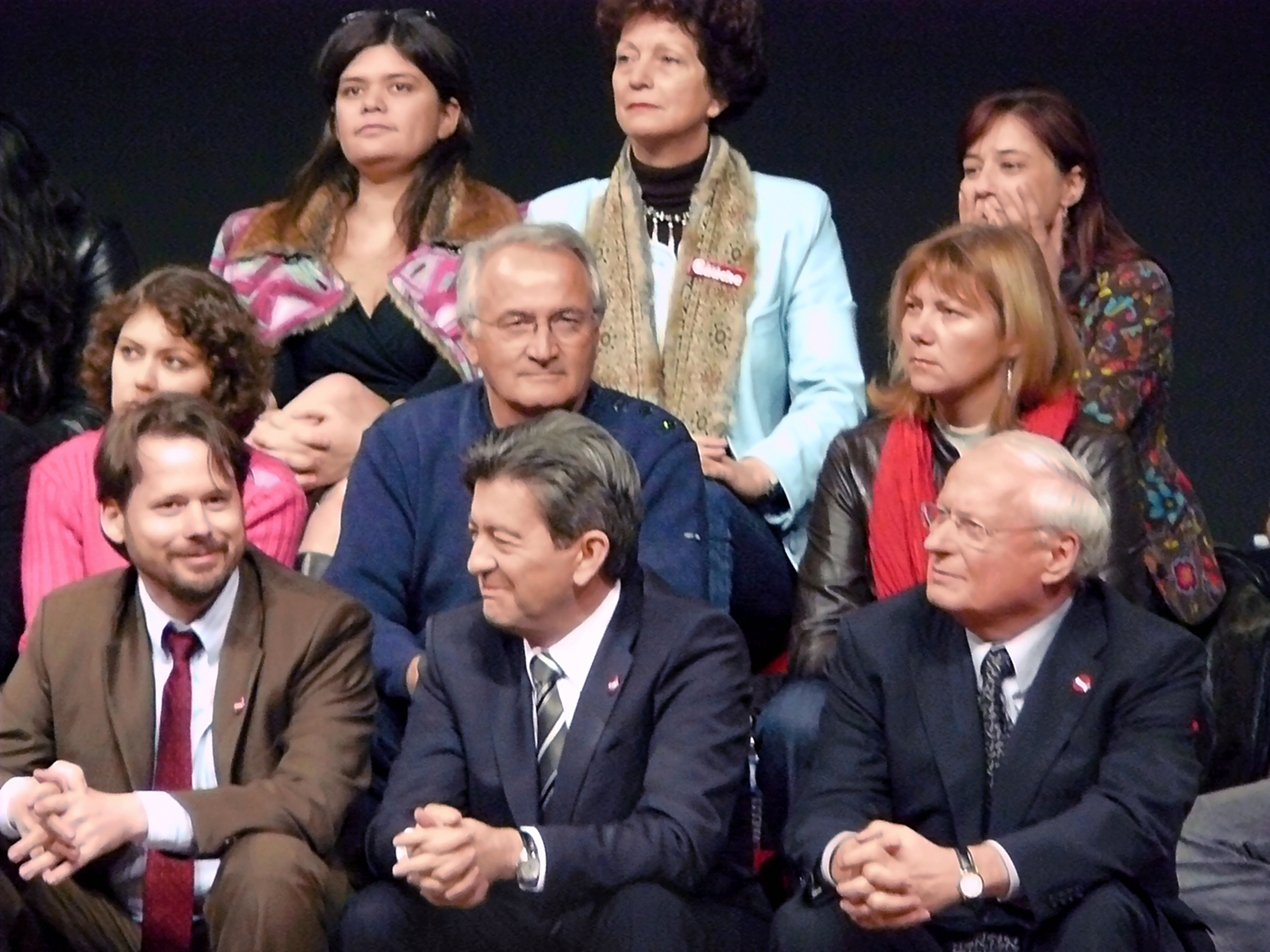
Raquel Garrido (en haut à gauche), lors du meeting de création du Parti de gauche, en 2008.

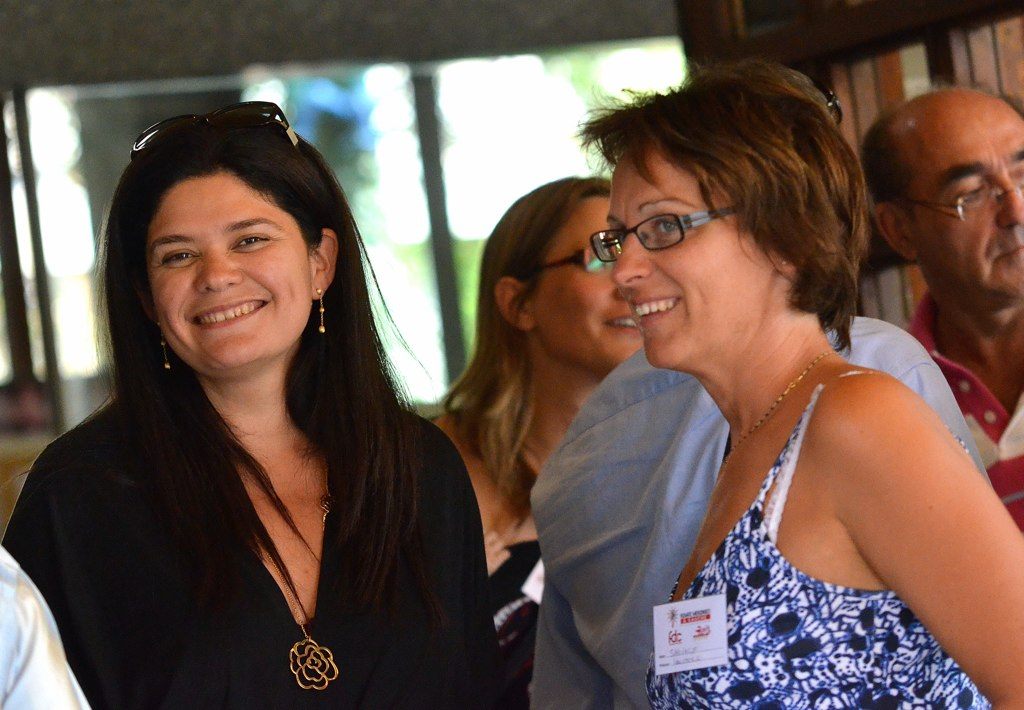
Raquel Garrido en 2011 (à gauche).

### Militante
Dès le lycée, elle devient dirigeante étudiante à l'Union nationale des étudiants de France – Indépendante et démocratique et à 22 ans, elle est vice-présidente de l'association SOS Racisme.
Elle est juriste internationale au sein de la CGT-FO de 2002 à 2008.
Elle décide ensuite de reprendre ses études et réussit l'examen pour devenir avocate. Elle s'inscrit le 9 février 2011 au barreau de Paris où elle se spécialise dans le droit de la presse, en étant notamment l'avocate de Jean-Luc Mélenchon.
Militante au Parti socialiste de 1993 à 2008 et dirigeante de l'association Pour la République sociale, elle est cofondatrice du Parti de gauche en 2008. Elle quitte la direction du Parti de gauche en 2015.
En 2012, elle est candidate aux élections législatives dans la 2e circonscription des Français établis hors de France, pour le Front de gauche. Elle arrive en quatrième position avec 8,6 % des voix.
Lors des élections régionales de 2015, elle est tête de liste Front de gauche dans les Hauts-de-Seine. La liste qu'elle conduit obtient 5,71 % dans le département au premier tour et fusionne au second tour avec celle du socialiste Claude Bartolone.
En 2015, elle publie le Guide citoyen de la 6e République aux éditions Fayard,. Dans cet ouvrage, elle défend le principe d'une assemblée constituante pour passer à la 6e République. Elle défend également le droit de révoquer les élus entre les élections et le droit de vote à 16 ans, mesures qui seront reprises dans le programme L'Avenir en Commun de La France insoumise (LFI) en 2017, alors qu'elles n'apparaissaient pas en 2012 dans le programme du Front de gauche, L'Humain d'abord.
En 2016, elle devient la porte-parole de LFI, le parti fondé par Jean-Luc Mélenchon.
Aux élections municipales de mars 2020, elle est candidate en deuxième position sur la liste de Laurent Jamet (PCF) pour la ville de Bagnolet. À l'issue du premier tour, la liste se classe en seconde position avec 22,18 % des suffrages exprimés, derrière le maire sortant Tony Di Martino (PS) qui recueille 30,78 % des voix. Au second tour, la liste est battue par Tony Di Martino, obtenant seulement 44,46 % des voix. Raquel Garrido est cependant élue conseillère municipale d'opposition.

### Chroniqueuse à la télévision
En septembre 2017, elle rejoint la bande de chroniqueurs de la nouvelle émission de Thierry Ardisson sur C8, Les Terriens du dimanche !, la version dominicale de Salut les Terriens !. Cela lui vaut des critiques, la chaîne appartenant à Vincent Bolloré, régulièrement la cible de LFI. Elle est alors l'objet d'une importante médiatisation. En octobre 2017, elle est l'objet d'une nouvelle polémique parce qu'occupant un logement HLM avec son conjoint Alexis Corbière. Le couple a finalement quitté ce logement pour aller vivre dans la circonscription d'Alexis Corbière, élu député en juin 2017. Ils avaient occupé leur logement social légalement et sans passe-droit de 2000 à 2017,. 
Selon un article du 4 octobre 2017 du Canard enchaîné, depuis six ans qu'elle est avocate, elle aurait omis de régler ses cotisations sociales à la Caisse nationale des barreaux français (CNBF), à laquelle elle serait redevable de 32 215 euros. L'hebdomadaire assure par ailleurs qu'elle ne paierait pas non plus, depuis un an, ses cotisations à l'ordre des avocats de Paris. Mais la CNBF dénonce des « informations inexactes » et selon le barreau de Paris, elle avait réglé sa situation auprès de l'ordre des avocats de Paris le 20 septembre 2017 avec un échéancier visant à régler les arriérés. L'article du Canard enchaîné a fait l'objet d'une plainte en diffamation, par l'intéressée. Elle est finalement déboutée de son action en justice en 2023, les juges relevant, selon le Canard enchainé, que l'avocate est « bel et bien redevable de cotisations sociales impayées et d'une dette au Barreau de Paris ».
Certains médias affirment que ces controverses sont la cause de son départ du poste de porte-parole de LFI début novembre 2017, ainsi que du mouvement en lui-même, ce qui est fermement nié par Jean-Luc Mélenchon,. Raquel Garrido déclare avoir quitté LFI pour que son temps de parole à l'antenne ne soit plus décompté comme du temps de parole de LFI.
En septembre 2019, elle devient chroniqueuse dans l'émission Balance ton post !, présentée par Cyril Hanouna.

### Députée
Elle est élue députée le 19 juin 2022, dans la cinquième circonscription de la Seine-Saint-Denis, sous la bannière de la Nupes, en battant le président de l'UDI Jean-Christophe Lagarde, et député de cette circonscription depuis 20 ans. 
Dans le cadre de la campagne, en juin 2022, le journaliste Aziz Zemouri signe sur le site internet du magazine Le Point un article affirmant que Raquel Garrido et son conjoint Alexis Corbière emploieraient irrégulièrement une femme de ménage sans papiers, ce qu'ils démentent. Une contre-enquête de Médiapart montre les « erreurs et incohérences » de l'article mensonger, qui est dépublié le lendemain par le magazine, qui leur présente des excuses.
À la suite de cet article, le 8 octobre 2024, Jean-Christophe Lagarde et le 10 Anouar Bouhadjela, policier, ont été mis en examen par le parquet de Paris pour escroquerie en bande organisée et recel de biens provenant d'un vol ; Garrido et Corbière ayant porté plainte.
Après son éviction de la direction de LFI en décembre 2022, elle critique le fonctionnement du parti et Jean-Luc Mélenchon, considérant que celui-ci n'a fait que nuire au parti des insoumis. En rétorsion, le bureau du groupe La France insoumise décide, en novembre 2023, la mise en retrait de la députée de Seine-Saint-Denis du groupe LFI à l'Assemblée nationale pour quatre mois,. Malgré cette sanction qu'elle considère comme injuste, elle annonce qu'elle n'envisage pas de quitter LFI. Pour Raquel Garrido : « Le bureau s’est autoproclamé instance de discipline pour tenter – quelle immaturité – de régler des désaccords politiques par des mesures de coercition ».
Le 2 octobre 2023, elle cosigne dans L'Humanité une tribune pour défendre la liberté d'informer, ce qui lui vaut d'être inscrit le lendemain sur « la liste des candidats a la balle dans la nuque » du site d'extrême droite Reseau-libre.org.
En vue des élections législatives de 2024, LFI refuse l'investiture à cinq frondeurs, Raquel Garrido, Alexis Corbière, Frédéric Mathieu, Hendrik Davi et Danielle Simonnet. LFI désigne Aly Diouara comme candidat dans la cinquième circonscription de la Seine-Saint-Denis mais Raquel Garrido, députée sortante, décide de maintenir sa candidature,, avec le soutien de tous les partis du Nouveau Front populaire sauf LFI. Elle obtient 23,7 % des voix au premier tour et se classe troisième, ce qui augure d'une triangulaire entre elle, Aly Diouara et la candidate de l'UDI Aude Lagarde. Le 2 juillet, elle annonce retirer unilatéralement sa candidature en faveur d'Aly Diouara, tout en dénonçant les méthodes de Jean-Luc Mélenchon et « la vengeance et la haine à l’intérieur de LFI ».

## Synthèse des résultats électoraux

### Élections législatives
| Année | Parti | Parti       | Circonscription                        | 1er tour | 1er tour | 1er tour | 2d tour | 2d tour | 2d tour | Issue  |
| Année | Parti | Parti       | Circonscription                        | Voix     | %        | Rang     | Voix    | %       | Rang    | Issue  |
| ----- | ----- | ----------- | -------------------------------------- | -------- | -------- | -------- | ------- | ------- | ------- | ------ |
| 2012  |       | FG          | 2e des Français établis hors de France | 990      | 8,60     | 4e       |         |         |         | Battue |
| 2022  |       | LFI (NUPES) | 5e de la Seine-Saint-Denis             | 8 786    | 37,90    | 1re      | 13 107  | 53,50   | 1re     | Élue   |
| 2024  |       | LFI diss.   | 5e de la Seine-Saint-Denis             | 8 672    | 23,65    | 3e       | Retrait | Retrait | Retrait | Battue |

## Publication
- Raquel Garrido, Guide citoyen de la 6e République : pourquoi et comment en finir avec la monarchie présidentielle, Paris, Fayard, coll. « Essais », 2015, 131 p. (ISBN 978-2-213-68666-0, OCLC 930705505)
- Raquel Garrido, Manuel de guérilla médiatique, Paris, Michel Lafon, 2018 (ISBN 978-2-7499-3711-3 et 2-7499-3711-6)

## Télévision

### Éditorialiste, chroniqueuse
- 2017-2019 : Les Terriens du dimanche ! (sur C8)
- 2019-2021 : Balance ton post ! (sur C8)
- Depuis 2025 : Face à face (sur LCI)

### Autres
1. Les Traitres saison 4, en tant que loyale[49]